# Let's Dance (låt)
Let's Dance är en sång och singel av David Bowie som gavs ut i mars 1983. B-sidan är låten Cat People (Putting out fire). Båda låtarna är tagna från skivan Let's Dance. Den blev en av Bowies bäst säljande låtar.
Låten är influerad av producenten Nile Rodgers arbete med sitt band Chic och måste anses som Bowies dittills mest kommersiellt anpassade inspelning. Texten är i stort sett bara en vanlig danssång, men innehåller även passager som "Let’s dance, for fear tonight is all". Albumversionen på 7:38 minuter anpassades hårt för singelutgåvan, men maxisingeln (12”) behöll låtens fulla längd.
Den underliggande ensamhet och desperation som låten bär på visar sig också i videon, regisserad av David Mallet och inspelad i Australien, bland annat i hamnen i Sydney. Videon visar hur Bowie passivt beskådar ett par aboriginer som kämpar med metaforiskt framställda delar av den västerländska kulturimperialismen, medan han spelar med sitt band.
Singeln var Bowies snabbast säljande låt hittills. Den gick in som nummer fem på den brittiska singellistan redan första veckan och ersatte Duran Durans Is There Something I Should Know? som listetta veckan därpå. Singeln höll sig kvar i topp i fjorton dagar. Inte lång tid senare blev singeln även etta på den amerikanska Billboard Hot 100 och blev därmed Bowies första singeletta på båda sidor om Atlanten. Den var också nära att bli etta i Australien, där den som bäst var tvåa.
Låten tillhörde den reguljära repertoaren på konsertturnéerna Serious Moonlight Tour (namnet är hämtat från en textrad i “Let’s Dance”), Glass Spider Tour år 1987 och Sound + Vision Tour 1990 och omarbetades också inför Bowies turné 2000.
P. Diddy samplade en del av sången till sin singel Been Around The World från albumet No Way Out 1997.